# سمير غوبتا
سمير غوبتا (بالإنجليزية: Sameer Gupta)‏ هو عازف جاز هندي، ولد في 1 يوليو 1976.

## وصلات خارجية
- سمير غوبتا على موقع ميوزك برينز (الإنجليزية)
- سمير غوبتا على موقع ديسكوغز (الإنجليزية)